# Kutriguren

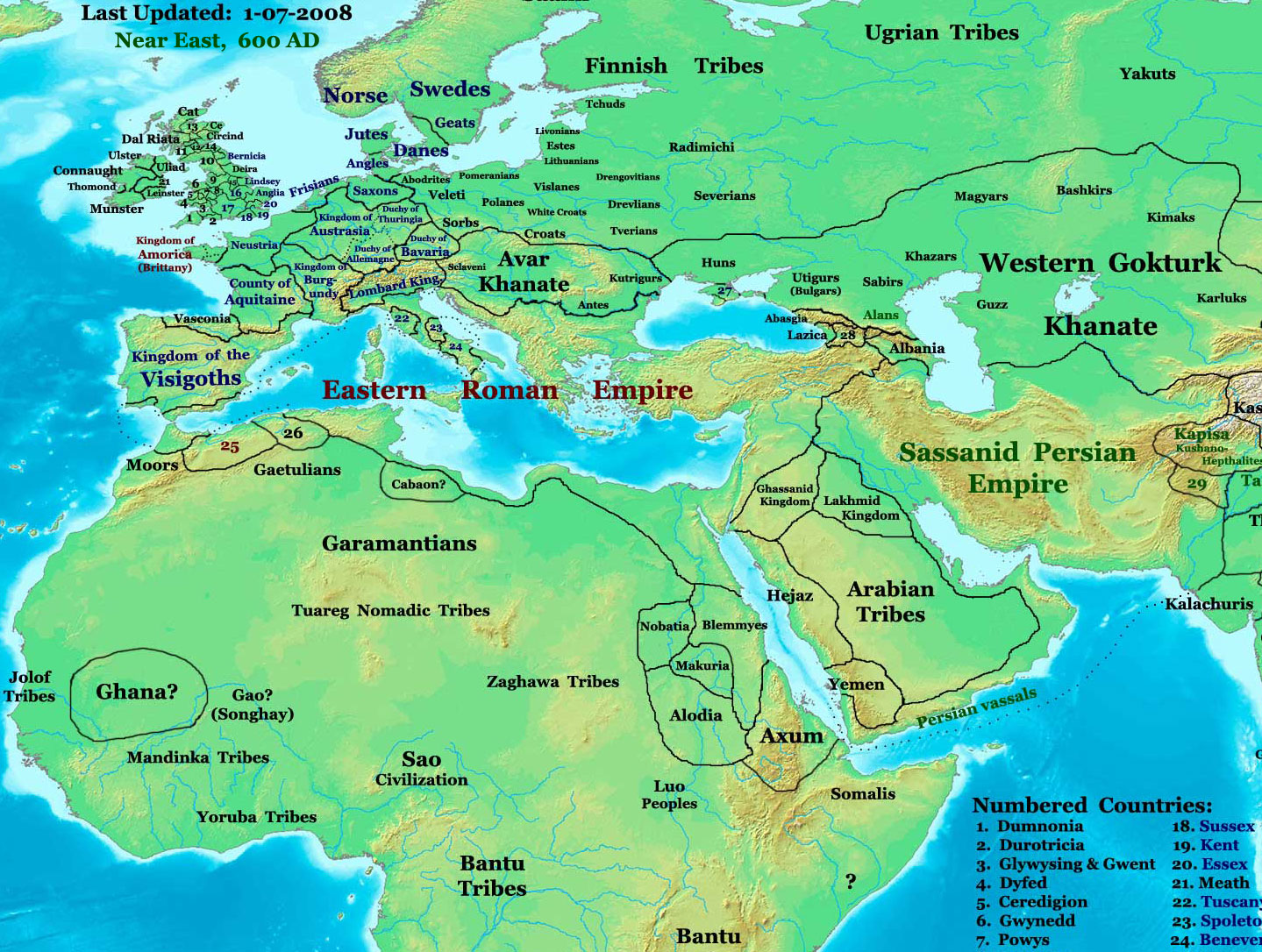
Kaart voor het jaar 600

De Kutriguren zijn een volk dat wordt gezien als de voorouders van de hedendaagse Bulgaren en zijn waarschijnlijk een Hunnenstam. Ze verschijnen ten tonele rond 539.

## Etymologie
De naam Kutriguren is afgeleid van de Turkse benaming Toqur Oğur, de negen Oğur.

## Geschiedenis
Volgens Procopius leefden de Kutriguren aanvankelijk nabij het huidige Azov aan de Don waar ze rond 463 neerstreken. Procopius vertelt ook dat de Kutriguren samen met Utiguren afstamde van dezelfde koning die twee zoons had: Uitgur en Kutrigur. De Kutriguren zouden in de westelijke zone van het gebied van deze koning gaan leven en een bedreiging vormen voor het Byzantijnse Rijk.
Samen met Slavische stammen verwoestten de Kutriguren in het jaar 540 32 versterkingen in Illyricum en konden hun plundertochten tot aan de muren van Byzantium doorzetten.
Tussen 552 en 558 werden hun plunderingen een regelmaat, tot ze uiteindelijk in 559 Constantinopel zelf bedreigden, maar werden de Kutruguren onder leiding van Zabergan verslagen door Belisarius in de slag bij Melantias. De Kutriguren hadden heel wat problemen met hun buurstam de Utiguren. Justinianus, die van mening was dat de Kutriguren in dat gebied de grootste bedreiging vormden, zaaide verdeeldheid en stookte een oorlog op tussen beide stammen, met als resultaat dat beide gedecimeerd werden. Op deze manier ontstond een machtsvacuüm in hun gebieden, zodat het voor een derde stam mogelijk werd om het gebied te bezetten: de Avaren (iets wat de opvolger van Justinianus - Justinus II - zou ondervinden).